# Bandeira dos lapões

Bandeira do Povo Sami.

A bandeira dos lapões ou bandeira do povo Sami (em lapão setentrional:  Sámi leavga) foi desenhada por Astrid Båhl, da cidade de Skibotn, em Tromsø (Noruega).
 
Em 15 de Agosto de 1986 foi adotada pela Conferência Nórdica Lapônica (Pohjoismainen saamelaiskongressi, Nordiska Samekonferensen) como bandeira oficial dos lapões. 

As cores da bandeira lapônica (vermelho, azul, verde e amarelo) são cores presentes nos gákti, indumentária tradicional lapônica. 
A circunferência representa tanto a lua quanto o sol, a parte em azul representa a lua enquanto que a parte em vermelho o Sol.

A bandeira teve sua estreia durante a conferência lapã em Åre, Suécia em 15 de Agosto de 1986. Tendo sido resultado de uma competição na qual diferentes sugestões estiveram presentes.